# 秩父ケーブルテレビ
秩父ケーブルテレビ株式会社（ちちぶケーブルテレビ）は、かつて埼玉県秩父市に存在したケーブルテレビ局である。

## 概要
- 愛称：テレビ秩父
- 略称：TVC
- 開局：1990年4月

秩父市および秩父郡横瀬町をサービスエリアとしていた。
2015年3月27日に開催した臨時株主総会で、市内の人口減少に伴う加入者の伸び悩みや設備更新や運営費の負担から、同年5月末に秩父ケーブルテレビを解散することが決まり、同年4月30日をもって地上波放送を除きコミュニティチャンネルや専門チャンネルの放送を停止した。

## 本社所在地
- 埼玉県秩父市熊木町15-2

### テレビ局
| アナログ | デジタル | 放送局                 |
| -------- | -------- | ---------------------- |
| 1ch      | TV011    | NHK東京総合            |
| 3ch      | TV021    | NHK東京Eテレ           |
| 11ch     | TV031    | テレ玉                 |
| 4ch      | TV041    | 日本テレビ             |
| 10ch     | TV051    | テレビ朝日             |
| 6ch      | TV061    | TBSテレビ              |
| 12ch     | TV071    | テレビ東京             |
| 8ch      | TV081    | フジテレビ             |
| 5ch      |          | チャンネル秩父         |
| 14ch     |          | 放送大学               |
| 28ch     |          | NHK BS1                |
| 29ch     |          | NHK BSプレミアム       |
| 23ch     |          | WOWOW                  |
| 2ch      |          | ショップチャンネル     |
| 26ch     |          | 旅チャンネル           |
| 19ch     |          | 時代劇専門チャンネル   |
| 22ch     |          | 食と旅のフーディーズTV |
|          |          | QVC                    |
| 30ch     |          | スター・チャンネル     |
| 31ch     |          | グリーンチャンネル     |
| 32ch     |          | 衛星劇場               |
| 33ch     |          | スカイ・A sports+      |
| 34ch     |          | ファミリー劇場         |
| 35ch     |          | スペースシャワーTV     |
| 36ch     |          | スーパー!ドラマTV      |
| 37ch     |          | BBCワールドニュース    |
| 38ch     |          | MTV                    |
| 39ch     |          | 日テレG+               |
| 40ch     |          | 日経CNBC               |
| 41ch     |          | 朝日ニュースター       |
| 42ch     |          | ゴルフネットワーク     |
| 43ch     |          | キッズステーション     |
| 44ch     |          | チャンネルNECO         |
|          |          | SPEEDチャンネル        |
|          |          | 歌謡ポップスチャンネル |
|          |          | ヒストリーチャンネル   |
|          |          | 囲碁・将棋チャンネル   |
|          |          | MONDO21                |

## コミュニティチャンネル
- 愛称：チャンネル秩父(5ch)
- 自主制作番組
  - フルネット秩父

## 閉局後
秩父市ではケーブルテレビに代わる情報発信手段として、インターネットのYouTube上にネットテレビ「秩父おもてなしTV」を2018年8月より開設した。